# Alfio Consoli
Alfio Consoli (Catania, 23 dicembre 1974) è un cantautore e musicista italiano.

## Biografia
Alfio Consoli nasce a Catania il 23 dicembre del 1974. Sin da piccolo trascorre gran parte del tempo libero ascoltando musica italiana e straniera.
Forma la band Sugarfree alla fine dell'anno 2000, conquistando ottimi consensi in Sicilia e più di 300 concerti in poco meno di 4 anni sul territorio siciliano. Avevano un vasto repertorio fatto in gran parte di buon rock'n'roll anni '60. Tra 'una cover e l'altra' Alfio trascina i compagni in studio di registrazione per incidere alcuni inediti da inviare alle case discografiche finché nel 2004 firmano un contratto discografico con la Warner Music, ma qualche settimana prima delle riprese del videoclip Cleptomania Alfio, a causa di importanti motivi personali, cede il posto ad un altro cantante. Nello stesso anno la nota band dei Camaleonti interpreta una sua canzone inedita dal titolo Mio grande amore inserendola nella raccolta 40 anni di musica e applausi.
Nel 2005, Alfio decide di formare una nuova band, i Radiovintage, coi quali incide alcuni inediti e accede alla finale di diversi Festival (San Marino e Tim Tour nel 2005, Sanremo Rock nel 2007) e si fa sentire in radio con un web-single intitolato “L’Acquario”, che si piazza al 3º posto della classifica ufficiale italiana MP3 Fimi-Nielsen.
Nel 2009, Alfio torna ad essere il frontman degli Sugarfree e debutta nei network con il singolo “Regalami un’estate”, che anticipa un nuovo EP “In simbiosi”, uscito poi in autunno. Lo stesso anno ricevono il premio Italia Fan Club Music Awards Rai Due.
Il secondo singolo tratto dall'EP "In simbiosi" è “Amore nero”, accompagnato da un suggestivo videoclip girato tra Rotterdam e Verona. Alfio e compagni portano in giro per l’Italia i loro successi e i nuovi inediti per due anni (L'Origine Tour 2009 - In Simbiosi Tour 2010). Nel 2011 incidono un nuovo album, "Famelico", e tornano in radio prima con “Lei Mi Amò”, e poi con l’omonima "Famelico". Sempre nello stesso anno Alfio e compagni ricevono il "Premio Mia Martini Speciale" e chiudono il Live Tour 2011 con un concerto acustico realizzato negli studi Rai Radio 1 per lo speciale Live Stelle di Natale. Nel 2012 il gruppo debutta sul piccolo schermo come special guest nella sit-com “eBand”, la nuova serie di Disney Channel indirizzata al mondo adolescenziale. "Ti troverò" (2012) e "Pura e semplice" (2013) sono i due singoli dell'estate che si aggiungono alla già solida scaletta dei loro concerti live proseguiti fino a settembre 2014. 

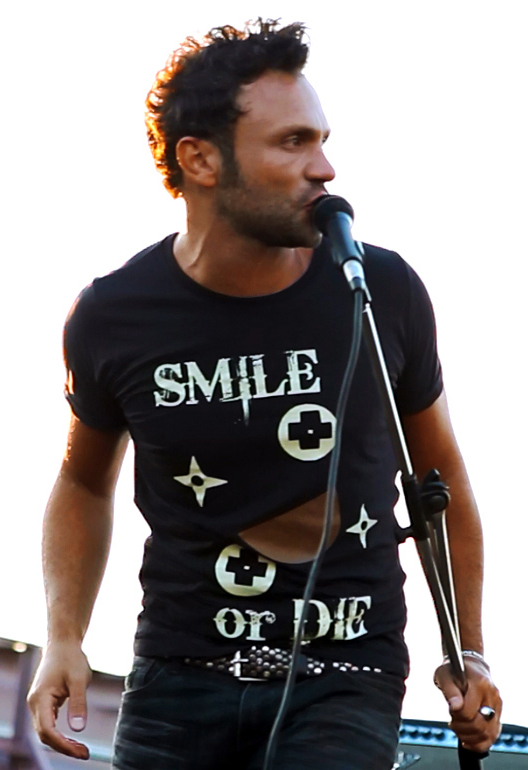
Alfio Consoli durante il backstage del videoclip "Ti Troverò" - Sugarfree

Nel novembre 2014, Alfio chiude il capitolo della sua carriera musicale con gli Sugarfree per iniziare a scriverne uno tutto nuovo che segua le linee guida della sua evoluzione artistica e personale concentrandosi interamente sul suo nuovo progetto internazionale solista che vede luce il 9 ottobre 2015 con il brano “Fino all’ultimo battito”, accompagnato da un surreale videoclip girato tra la costa ionica e il vulcano Etna di Catania, presentato in esclusiva il 18 ottobre su TGCOM. Da lì a poco comincia a farsi conoscere in Brasile traducendo in italiano alcune canzoni di artisti brasiliani, realizzando dei video su YouTube e sui social, ottenendo numerosi consensi e condivisioni da parte del pubblico brasiliano e avvicinandosi molto allo stile SERTANEJO.
Nel 2016 esce per il mercato brasiliano “Battiti”, il suo primo album di esordio come cantautore contenente 8 tracce inedite, registrato tra Italia e Brasile, con la produzione artistica di Roberto Vernetti e la collaborazione di noti musicisti brasiliani tra cui un featuring della cantante SaraJane nel brano “Toda a Noite”.
Nel 2018, Alfio viene ingaggiato come cantante/band-leader/performer in occasione dell'evento internazionale "Crans Montana Forum on Africa & South-South Cooperation" svoltosi a Dakhla (Marocco), dal 15 al 20 marzo, per spettacoli musicali dal vivo a bordo della nave crociera Gnv-Rhapsody.

## Riconoscimenti

### Con gli Sugarfree
- 2009: Premio Italia Fan Club Music Awards (Rai Due) - Città di Civitavecchia
- 2011: Premio Mia Martini Speciale - Bagnara Calabra

## Discografia

### Da solista
Singoli
- 2015 - Fino all'ultimo battito
- 2020 - Love her madly cover by The Doors

EP
- 2016 - Battiti

### Con The Woodpeckers
Singoli
- 2022 - Frustrated

### Con gli Sugarfree
Album
- 2011 - Famelico

EP
- 2009 - In simbiosi

Singoli
- 2009 - Regalami un'estate
- 2009 - Amore nero
- 2010 - Scusa ma ti voglio sposare
- 2011 - Lei mi amò
- 2011 - Famelico
- 2012 - Ti troverò
- 2013 - Pura e semplice

### Con i Radiovintage
- 2007 - L'Acquario